# MORNING UP!
MORNING UP!（モーニング・アップ）は、2005年4月1日から同年9月30日まで放送された広島エフエム放送の金曜朝のワイド番組である。前枠は「WEEKEND FLY! DAY」。

## 番組概要
- 1990年代の邦楽・洋楽、アップデートな話題、週末のイベント情報を伝える番組であった。
- 番組スタート時のパーソナリティはフリーの藤井かなえだったが、出産準備のため8月12日の放送をもって降板。8月19日からはHFMのパーソナリティ柴田直子に引き継がれたものの、9月30日で番組が終了。わずか半年の放送であった。

- 2005年10月7日からは「MORNING ALIVE」金曜日がスタート。パーソナリティは引き続き柴田が2008年3月まで担当。その後、貢藤十六・臼井美貴を経て、2015年10月より当番組初代パーソナリティの藤井が担当している。

- 後述するWEEKEND UPやPICK UP NEWSのコーナーは、「MORNING ALIVE」金曜日のコーナーでタイトルを変えて継続されている。

- 藤井かなえの頃は90年代のヒットナンバーがかなり流れていたが、柴田直子に変わってからは、藤井の頃に比べてヒットナンバーがあまり流れなくなった。また、番組のジングルも変わり、リクエストも数曲応えていたのが､最初の1曲のみの受付（あさいちリクエスト）になるなど、同一番組ながら、雰囲気が変わったように見受けられた。

## 放送時間
毎週金曜日 7:30-10:20 

## パーソナリティ
- 藤井かなえ（2005年4月1日〜8月12日）
- 柴田直子（2005年8月19日〜9月30日）

## コーナー
- MORNING UP DATE

今どきの新知識や新常識を紹介する。
- 90'Sトレンディドラマクイズ

1990年代の大ヒット主題歌とともに一世を風靡したトレンディドラマに関するクイズを出題。ジングルは藤井のときは東京ラブストーリー、柴田のときは踊る大捜査線のワンフレーズが流れていた。なお、そのフレーズは藤井・柴田が自ら言っていた。
- WEEKEND UP

週末に行われる映画、コンサート、エンターテイメント情報をまとめて紹介する（「MORNING ALIVE」のWEEKEND ALIVEのコーナーの前身ともいえる）。
- PICK UP NEWS

お昼に向けて変化する最新のニューストピックをコンパクトに紹介。柴田に交代後の8月19日から始まったコーナー。
- MORNING UP NEWS, GOOD MORNING NEWS

朝の最新ニュースを伝える。GOOD MORNING NEWSは7:45の回だけで、当時月〜木曜日放送の「GOOD MORNING」でも同名のコーナーがあった（BGMは異なる）。また、MORNING UP NEWSのBGM（藤井担当の時のもの）は、「永松ケンシのHEART ROCK FRIDAY」のヘッドラインニュースで使用されている。

## タイムテーブル
- 7:30 オープニング～HFMトラフィックインフォメーション
- 7:35 アンデルセンサウンドブレックファースト　＜提供：アンデルセン＞
- 7:45 GOOD MORNING NEWS　＜提供：広島トヨタ＞
- 7:50 TOYOTA GOOD SPORTS　＜提供：トヨタディーラー＞
- 8:00 SUZUKI NEWS NUMBERS ＜提供：SUZUKI＞（TOKYO FMの6 Senseをネット）
- 8:10 HONDA SWEET MISSION ＜提供：HONDA＞（TOKYO FMからのネット）
- 8:19 HFMトラフィックインフォメーション
- 8:20 MORNING UP DATE　＜提供：広島スバル＞
- 8:30 MORNING UP NEWS
- 8:40 HFMトラフィックインフォメーション　＜提供：TOYOグループ＞
- 8:45 90'sトレンディドラマクイズ（出題編）
- 9:00 HFMトラフィックインフォメーション＆ウェザーリポート　＜提供：にしき堂＞
- 9:07 MORNING UP NEWS
- 9:10 90'sトレンディドラマクイズ（解答編）
- 9:30 HFMトラフィックインフォメーション＆ウェザーリポート
- 9:35 テレマートラジオショッピング
- 9:40 献血情報
- 9:55 ニュース+天気予報
- 10:00 WEEKEND UP
- 10:14 PICK UP NEWS

| 広島エフエム放送 金曜の朝番組 | 広島エフエム放送 金曜の朝番組 | 広島エフエム放送 金曜の朝番組 |
| 前番組                        | 番組名                        | 次番組                        |
| ----------------------------- | ----------------------------- | ----------------------------- |
| WEEKEND FLY! DAY              | MORNING UP!                   | MORNING ALIVE                 |